# Jacob Matham

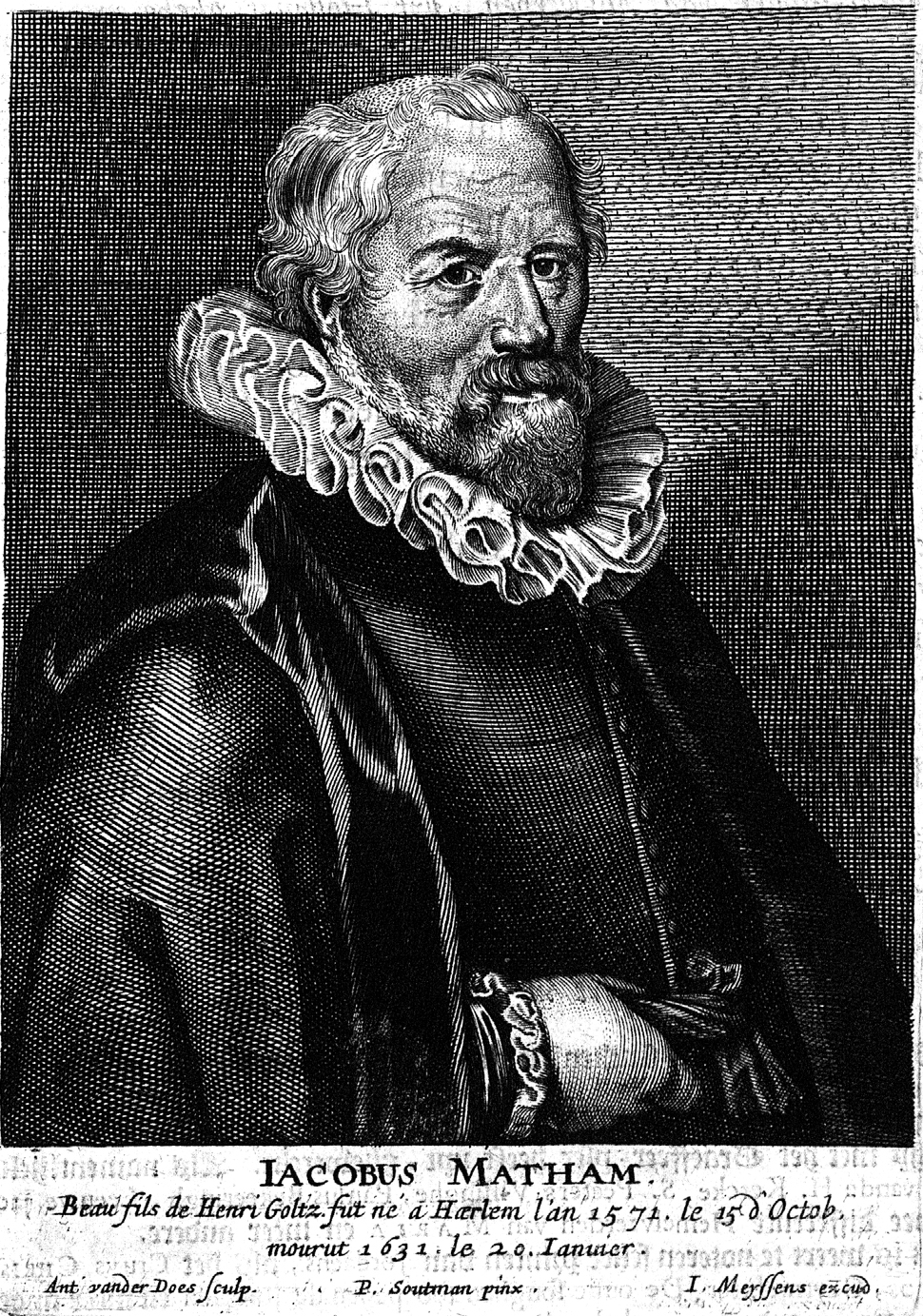
Ritratto di Jacob Matham - incisione di Jan Meyssens (da Het Gulden Cabinet di Cornelis de Bie)

Jacob Adriaenszoon Matham (Haarlem, 15 ottobre 1571 (battezzato) – Haarlem, 20 gennaio 1631) è stato un incisore e disegnatore olandese del secolo d'oro.

## Biografia

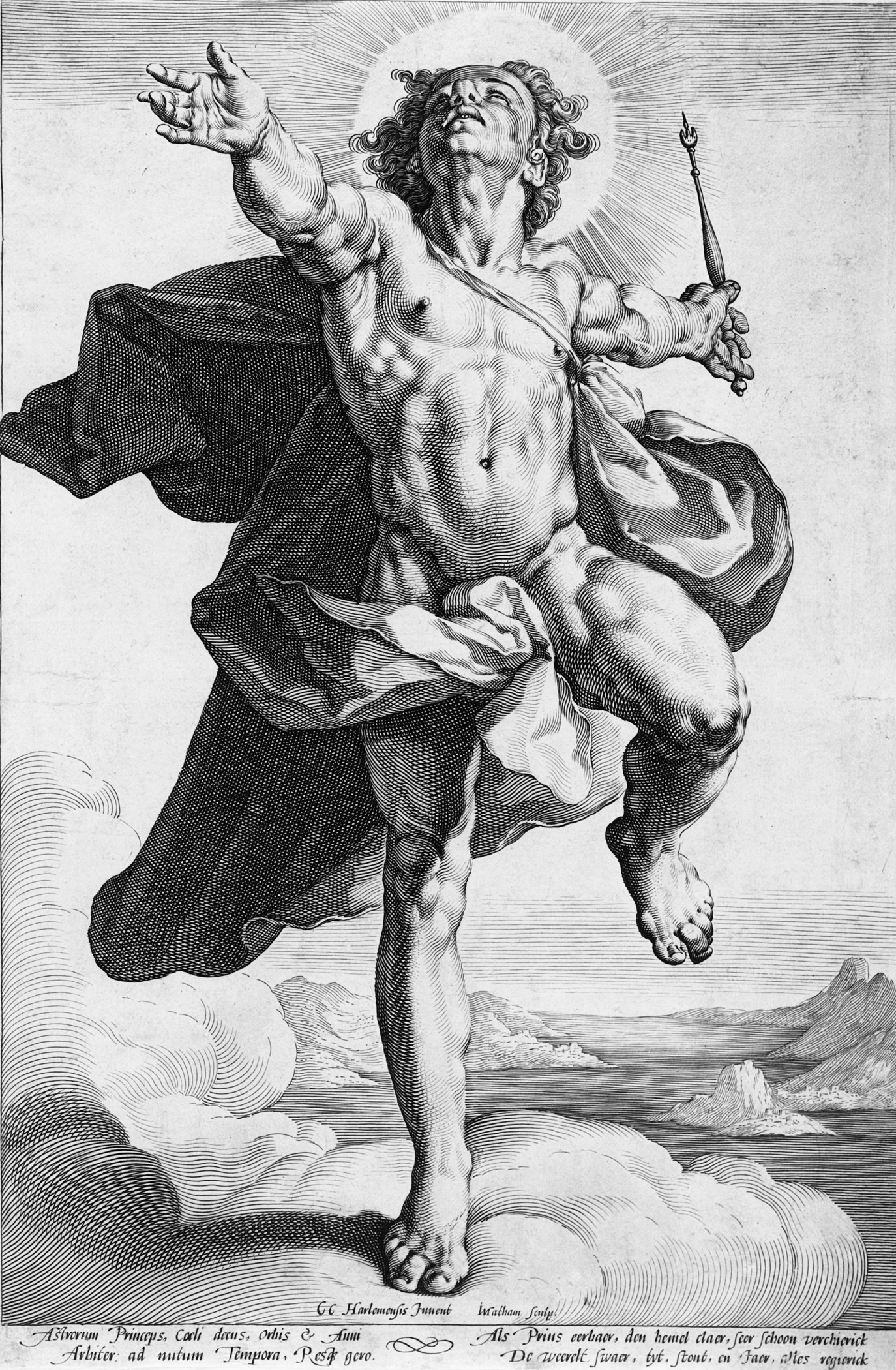
Apollo (1591 circa)

Padre degli incisori Jan, Adriaen e Theodor, fu allievo e figliastro di Hendrick Goltzius, che, sposata la madre di Jacob nel 1579, lo prese come suo apprendista. Fu attivo dapprima in Italia dal 1593 al 1597, dove si trattenne soprattutto a Venezia e Roma, e successivamente nella sua città natale dal 1598 al 1631. Nel 1600 divenne membro della locale Corporazione di San Luca. Nel 1601 ottenne un privilegio di stampa dal re Rodolfo II a Praga. Sposò Maria van Poelenburgh, sorella dell'incisore Simon Poelenburgh, che non era parente di Cornelis van Poelenburch.
Si dedicò principalmente alla realizzazioni di soggetti religiosi, producendo anche stampe devozionali, paesaggi e ritratti, in particolare di suoi contemporanei realizzati su rame. Dalle sue opere traspare l'influenza di Hendrick Goltzius, dai cui disegni e dipinti realizzò parecchie incisioni e la cui maniera imitò strettamente.
Autore molto prolifico, realizzò parecchie incisioni sia da opere di autori italiani (da disegni suoi o di Goltzius), che da opere di Peter Paul Rubens dal 1611-1615 e di Pieter Aertsen. Rubens si serviva degli incisori della scuola di Goltzius in quanto in grado di riprodurre fedelmente gli effetti del suo tocco. Inoltre egli o i suoi collaboratori preparavano appositamente dei monocromi da cui venivano poi prodotte le incisioni.
Matham ebbe vari allievi tra cui Johannes Everardsz van Bronckhorst, Pieter Soutman, Jan van de Velde II (1613) ed il figlio Adriaen.

## Opere
- Scena di mercato, incisione da Pieter Aertsen, 240 x 320 mm, 1603[6]
- Sansone e Dalila, incisione su rame da Peter Paul Rubens, 380 x 440 mm, 1613, Rockox House, Anversa[5]
- Apollo, incisione, 33,97 x 22,54 cm, 1591 circa, Los Angeles County Museum of Art, Los Angeles
- Marte e Venere, incisione, 28,1 x 19,53 cm, 1590 circa, Los Angeles County Museum of Art, Los Angeles[7]
- Ritratto di Johan Sems, incisione da Martin Faber, 1623[8]
- Fede, Speranza e Carità, incisione, 1590 circa, Los Angeles County Museum of Art, Los Angeles[9]
- Ritratto di Federico Enrico d'Orange, incisione, 1602[10]
- Nettuno, penna con inchiostro nero, grigio e marrone, 46,5 x 36 cm, 1626, Staatliches Museum, Schwerin[11]
- Diana, incisione della serie Dei e ninfe, 30,16 x 18,73 cm, 1607-1610, Los Angeles County Museum of Art, Los Angeles[12]
- L'invidia, incisione della serie I vizi, 21,43 x 14,29 cm, 1587 circa, Los Angeles County Museum of Art, Los Angeles[13]
- L'alleanza di Minerva e Mercurio, incisione, 29,85 x 20,64 cm, 1588, Los Angeles County Museum of Art, Los Angeles[14]